# Briefmarken-Jahrgang 1973 der Deutschen Bundespost Berlin
Der Briefmarken-Jahrgang 1973 der Deutschen Bundespost Berlin umfasste 17 Sondermarken, einen Briefmarkenblock und fünf Dauermarken.
Alle Ausgaben dieses Jahrganges waren bis zum 31. Dezember 1991 frankaturgültig.
Der Nennwert der Marken betrug 8,30 DM; dazu kamen 1,70 DM als Zuschlag für wohltätige Zwecke.
Vier Sondermarken gab es nur gemeinsam als Briefmarkenblock zum Thema „50 Jahre Deutscher Rundfunk“. Mit Abmessungen von 14,8 × 10,5 cm ist dies die größte Blockausgabe der Berliner Briefmarken.
Von der kleinen Serie der „Berliner Verkehrsmittel“ wurde nach 1971 mit „Schienenfahrzeugen“ der zweite Teil „Omnibusse“ ausgegeben; diese endete im Jahre 1975 mit fünf Marken zum Thema „Personenschifffahrt“.
Als Ergänzungswerte der Dauermarkenserie „Unfallverhütung“ erschienen zeitgleich auch mit der Aufschrift Deutsche Bundespost Marken zum Nennwert von 50 und 70 Pfennig. Weiter kamen drei Ergänzungswerte der Dauermarkenserie Bundespräsident Gustav Heinemann an die Schalter.

## Liste der Ausgaben und Motive
Legende
- Bild: Eine bearbeitete Abbildung der genannten Marke. Das Verhältnis der Größe der Briefmarken zueinander ist in diesem Artikel annähernd maßstabsgerecht dargestellt. Sollten keine Marken abgebildet sein, liegt es daran, dass das Urheberrecht des Künstlers noch nicht erloschen ist.
- Beschreibung: Eine Kurzbeschreibung des Motivs und/oder des Ausgabegrundes. Bei ausgegebenen Serien oder Blocks werden die zusammengehörigen Beschreibungen mit einer Markierung versehen eingerückt.
- Wert: Der Frankaturwert der einzelnen Marke in Pfennig. Ein „+“ bedeutet, dass es sich um eine Zuschlagsmarke handelt (= Frankaturwert + Spende).
- Ausgabedatum: Das Datum des erstmaligen Verkaufs dieser Briefmarke.
- Auflage: Soweit bekannt, wird hier die zum Verkauf angebotene Anzahl dieser Ausgabe angegeben.
- Entwurf: Soweit bekannt, wird hier angegeben, von wem der Entwurf dieser Marke stammt.
- Mi.-Nr.: Diese Briefmarke wird im Michel-Katalog unter der entsprechenden Nummer gelistet.

| Sondermarken | |                  |                       |                          |                        |                      |
| Bild         | Beschreibung                                                                                           | Werte in Pfennig | Ausgabe- datum (1973) | Auflage                  | Entwurf                | Mi.-Nr.              |
|              | Für die Jugend 1973: Greifvögel - Hühnerhabicht Accipiter gentilis                                     | 20+10            | 6. Februar            | 2.655.000                | Günter Magnus          | 442                  |
|              | - Wanderfalke Falco peregrinus                                                                         | 30+15            | 6. Februar            | 2.594.000                | Günter Magnus          | 443                  |
|              | - Sperber Accipiter nisus                                                                              | 40+20            | 6. Februar            | 2.597.000                | Günter Magnus          | 444                  |
|              | - Steinadler Aquila chrysaetos                                                                         | 70+35            | 6. Februar            | 2.579.000                | Günter Magnus          | 445                  |
|              | Berliner Verkehrsmittel (II): Omnibusse - Pferdeomnibus (1907)                                         | 20               | 30. April             | 12.750.000               | Joachim Hans Hiller    | 446                  |
|              | - Obus (1933)                                                                                          | 20               | 14. September         | 12.450.000               | Joachim Hans Hiller    | 447                  |
|              | - Decksitzautobus (1919)                                                                               | 30               | 30. April             | 6.900.000                | Joachim Hans Hiller    | 448                  |
|              | - Doppeldeckautobus (1970)                                                                             | 30               | 14. September         | 8.050.000                | Joachim Hans Hiller    | 449                  |
|              | - Doppeldeckautobus (1925)                                                                             | 40               | 30. April             | 7.000.000                | Joachim Hans Hiller    | 450                  |
|              | - Standardautobus (1973)                                                                               | 40               | 14. September         | 8.000.000                | Joachim Hans Hiller    | 451                  |
|              | 200. Geburtstag von Ludwig Tieck Gemälde von Carl Christian Vogel von Vogelstein                       | 40               | 25. Mai               | 7.650.000                | Bundesdruckerei Berlin | 452                  |
|              | 200. Todestag von Johann Joachim Quantz                                                                | 40               | 12. Juni              | 8.500.000                | Ernst Finke            | 454                  |
|              | Briefmarkenblock – 50 Jahre Deutscher Rundfunk - Trichterlautsprecher (1924), Batterieempfänger (1926) | 20               | 23. August            | 3.875.010                | Ernst Finke            | Block 4 455          |
|              | - Hans Bredow, Reismikrophon (1924)                                                                    | 30               | 23. August            | 3.875.010                | Ernst Finke            | 456                  |
|              | - Mädchen vor Fernsehgerät und Video-Casettenrecorder                                                  | 40               | 23. August            | 3.875.010                | Ernst Finke            | 457                  |
|              | - Fernsehkamera                                                                                        | 70               | 23. August            | 3.875.010                | Ernst Finke            | 458                  |
|              | Wohlfahrtsmarken 1973: Musikinstrumente - Drehleier (17. Jahrhundert)                                  | 20+10            | 5. Oktober            | 6.708.000                | Isolde Monson-Baumgart | 459                  |
|              | - Trommel (16. Jahrhundert)                                                                            | 30+15            | 5. Oktober            | 5.721.000                | Isolde Monson-Baumgart | 460                  |
|              | - Laute (18. Jahrhundert)                                                                              | 40+20            | 5. Oktober            | 6.375.000                | Isolde Monson-Baumgart | 461                  |
|              | - Orgel (16. Jahrhundert)                                                                              | 70+35            | 5. Oktober            | 4.037.000                | Isolde Monson-Baumgart | 462                  |
|              | Weihnachtsmarke 1973 Weihnachtsstern                                                                   | 20+10            | 9. November           | 5.175.000                | Isolde Monson-Baumgart | 463                  |
| Dauermarken  | |                  |                       |                          |                        |                      |
| Bild         | Beschreibung                                                                                           | Werte in Pfennig | Ausgabe- datum (1973) | Auflage Berlin, Bund     | Entwurf                | Mi.-Nr. Berlin, Bund |
|              | Dauermarkenserie: Bundespräsident Gustav Heinemann - Bundespräsident Gustav Heinemann                  | 110              | 16. Januar            | 5.849.000 33.476.000     | Karl Hans Walter       | 428 727              |
|              | - Bundespräsident Gustav Heinemann                                                                     | 140              | 16. Januar            | 5.654.000 19.486.000     | Karl Hans Walter       | 430 729              |
|              | - Bundespräsident Gustav Heinemann                                                                     | 190              | 16. Januar            | 4.635.000 32.726.000     | Karl Hans Walter       | 433 732              |
|              | Dauermarkenserie: Unfallverhütung - Nagel im Brett                                                     | 50               | 16. Januar            | 35.790.000 1.104.500.000 | Förtsch und Baumgarten | 408 700              |
|              | - spielendes Kind und Auto                                                                             | 70               | 5. Juni               | 9.290.000 205.665.000    | Förtsch und Baumgarten | 453 773              |